# 黄藻
黄藻（Xanthophyceae）是一類屬於不等鞭毛類的藻类生物。体类型为单细胞、群体、多核管状或丝状体。细胞壁含多量果胶质。运动的个体和动孢子具有2条不等长鞭毛，极少数具有1条鞭毛。色素体中含有叶绿素a、叶绿素c、β-胡萝卜素及叶黄素。色素体常呈黄绿色，1个或多个，盘状、片状。少数为带状或杯状，多数种类为单核。同化产物为油滴、金藻昆布糖及脂肪。约有75属370多种。
繁殖多为无性的，产生动孢子、不动孢子或静孢子，静孢子有时形成孢囊，内生、易于硅化。多数种类喜钙，尤喜生活于半流动的、清洁水体中，蛇胞藻属为淡水普生性的，也生活在污水中。大部分种类可作鱼的饵料。

## 分類

### 六目
- 异鞭藻目（Heterochloridales）
- 根黄藻目（Rhizochloridales）
- 异囊藻目（Heteroglocales）
- 柄球藻目（Mischococcales）
- 异丝藻目（Heterotrichales）
- 气球藻目（Botrydiales）

### 四目
- 气球藻目 Botrydiales
- 柄球藻目 Mischococcales
- 黄丝藻目 Tribonematales
- 无隔藻目 Vaucheriales[1]

### 二目
晚近的結構與分子系統分析顯示可分兩大目：
- Tribonematales
- Vaucheriales